# Ciminna
Ciminna est une commune italienne de la province de Palerme dans la région Sicile.

## Administration
| Période                                  | Période          | Identité            | Étiquette                 | Qualité             |
| ---------------------------------------- | ---------------- | ------------------- | ------------------------- | ------------------- |
| 4 juin 1985                              | 29 mai 1990      | Michelangelo Barone | Democrazia Cristiana      | Sindaco             |
| 14 juin 1990                             | 10 février 1994  | Michelangelo Barone | Democrazia Cristiana      | Sindaco             |
| 22 juin 1994                             | 25 mai 1998      | Rosa Maria Brancato | Partito Popolare Italiano | Sindaco             |
| 25 mai 1998                              | 15 janvier 2001  | Rosa Maria Brancato | lista civica              | Sindaco             |
| 15 janvier 2001                          | 26 novembre 2001 | Calogero Ricciardo  |                           | Comm. straordinario |
| 26 novembre 2001                         | 15 mai 2007      | Vito Catalano       | lista civica              | Sindaco             |
| 15 mai 2007                              | 8 mai 2012       | Giuseppe Leone      | centro-sinistra           | Sindaco             |
| 8 mai 2012                               | 11 juin 2017     | Vito Catalano       | lista civica              | Sindaco             |
| 11 juin 2017                             | En cours         | Vito Filippo Barone | lista civica              | Sindaco             |
| Les données manquantes sont à compléter. |                  |                     |                           |                     |

### Communes limitrophes
Baucina, Caccamo, Campofelice di Fitalia, Mezzojuso, Ventimiglia di Sicilia, Vicari, Villafrati.

## Jumelage
- Plougastel-Daoulas, Bretagne, France.